# Аргентинський райдужний удав
Аргентинський райдужний удав (Epicrates alvarezi) — неотруйна змія з роду Удав гладкогубий родини Удавові.

## Опис
Загальна довжина досягає 1,2 м. Голова витягнута, стиснута з боків. Тулуб кремезний. Термолокаційні ямки невеликі. Забарвлення складається з коричневого, сірого та/або жовтувато-коричневого кольорів. Боки мають сіре забарвлення з коричневими плямами, а середина спини коричнева зі світлими колами.

## Спосіб життя
Полюбляє ліси. Практично усе життя проводять на деревах. Активний уночі. Харчується птахами та дрібними ссавцями.
Це живородна змія. Самиця народжує від 5 до 14 дитинчат.

## Розповсюдження
Мешкає на південному сході Болівії, заході Парагваю, півночі Аргентини.